# 因紐皮雅特人

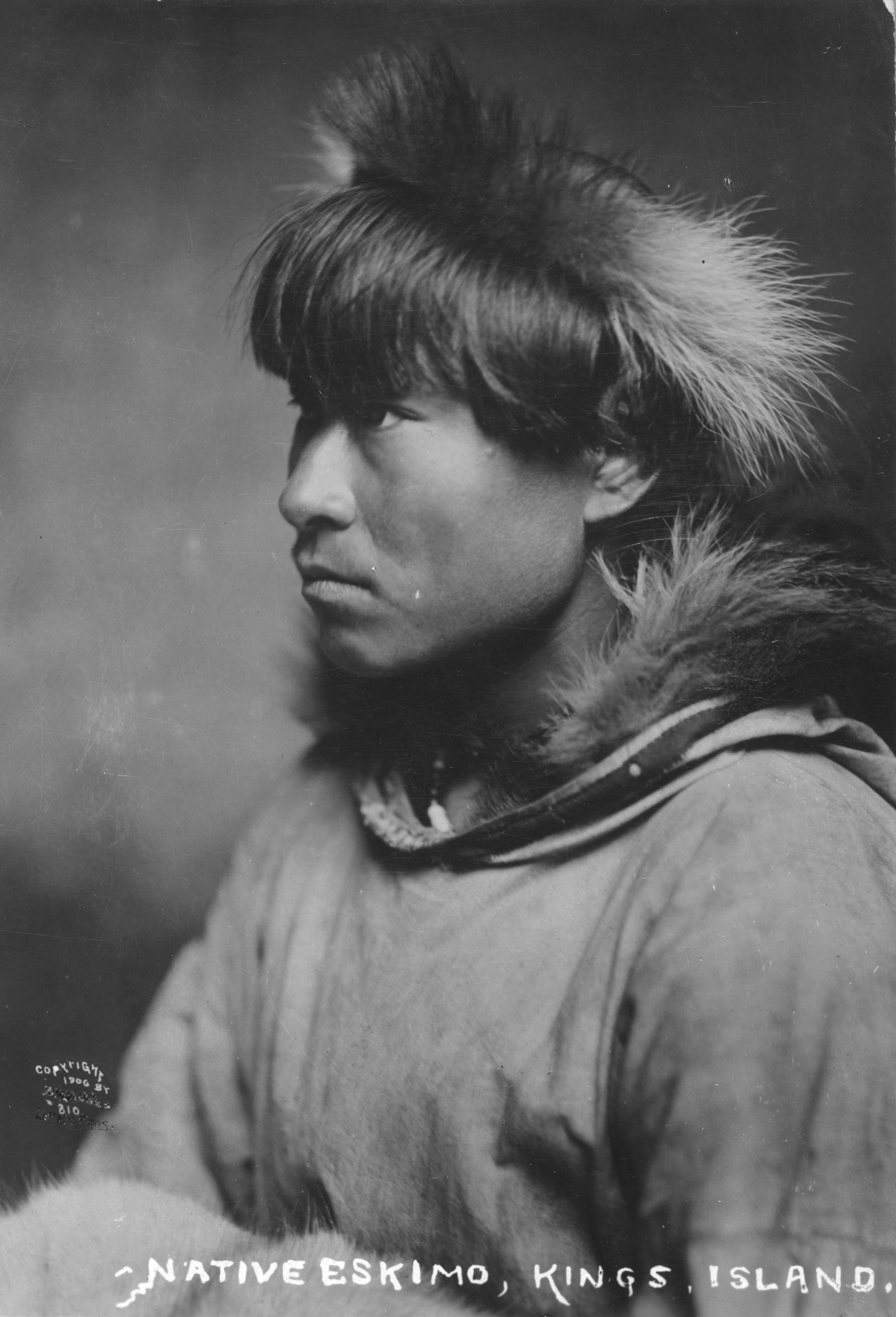
因纽皮雅特人，1906年。

因紐皮雅特人（Iñupiaq或Iñupiat），指居住於阿拉斯加地區的原住民，是因纽特人（Inuit）的一支。歷史上，在歐洲人抵達當地之前，因紐皮雅特人的聚居範圍，從白令海諾頓灣（Norton Sound）向東南延伸至今天的美國及加拿大邊境地區。目前，因紐皮雅特人的居住地，主要包括美國阿拉斯加州北坡自治市鎮（North Slope Borough）的7個村落、西北-北極自治市鎮（Northwest Arctic Borough）及諾姆人口普查區（Nome Census Area）的16個村，合計共有34個村落。